# Биц
Биц (њем. Bitz) општина је у њемачкој савезној држави Баден-Виртемберг. Једно је од 25 општинских средишта округа Цолерналб. Према процјени из 2010. у општини је живјело 3.728 становника. Посједује регионалну шифру (AGS) 8417010.

## Географски и демографски подаци
Биц се налази у савезној држави Баден-Виртемберг у округу Цолерналб. Општина се налази на надморској висини од 884 метра. Површина општине износи 8,8 km².

## Становништво
У самом мјесту је, према процјени из 2010. године, живјело 3.728 становника. Просјечна густина становништва износи 423 становника/km².